# 川西村立川西中学校
川西村立川西中学校（かわにしそんりつ かわにしちゅうがっこう）は、かつて岐阜県益田郡川西村（現・下呂市）にあった公立中学校。

## 概要
- 旧・益田郡川西村の中学校であった。
- 1952年、萩原町と川西村で中学校を再編。萩原・川西学校組合立北中学校、萩原・川西学校組合立南中学校に再編され廃校。
- 開校から廃校まで独立校舎は無く、羽根小学校と西上田小学校の校舎の一部を使用していた。

## 沿革
- 1947年（昭和22年）4月 - 益田郡川西村にに川西村立川西中学校として開校。羽根小学校と西上田小学校の校舎の一部を仮校舎とし、校長室は羽根小学校に設置された。
- 1951年（昭和26年）4月 - 萩原町と川西村で学校組合を結成。萩原町と川西村の中学校（萩原中学校・萩原中学校宮田分校・川西中学校）を、萩原町北部（宮田・奥田洞・大ヶ洞）と川西村北部（野上・四美・尾崎）を校区とする中学校と、萩原町南部（萩原・花池・桜洞・上・上呂・中呂）と川西村南部（西上田・跡津・羽根）を校区とする中学校に再編することになる。
- 1952年（昭和27年）
  - 12月1日 - 再編後の中学校名が萩原・川西学校組合立北中学校と萩原・川西学校組合立南中学校に決まる。
  - 12月20日 - 閉校式を行う。
  - 12月31日 - 廃校。

## その他
- 萩原北中学校は開校時の住所は川西村大字尾崎であり、所在地を考えると川西中学校の後継校に思えるが、萩原北中学校は1953年1月に新設された中学校であり、川西中学校の後継校では無い[1][2]